# آرمسترانگ سیدلی چیتا
آرمسترانگ سیدلی چیتا (به انگلیسی: Armstrong Siddeley Cheetah) یک موتور هواگرد ساختِ کارخانهٔ آرمسترانگ سیدلی در کشور بریتانیا است.